# Weston (Florida)
Weston város az Amerikai Egyesült Államok Florida államában, Broward megyében. Lakosainak száma 68 107 fő (2020. április 1.).

## Népesség
A település népességének változása:

| 2010 | 65 333 |
| 2020 | 68 107 |